# Anderslövs gästgivaregård

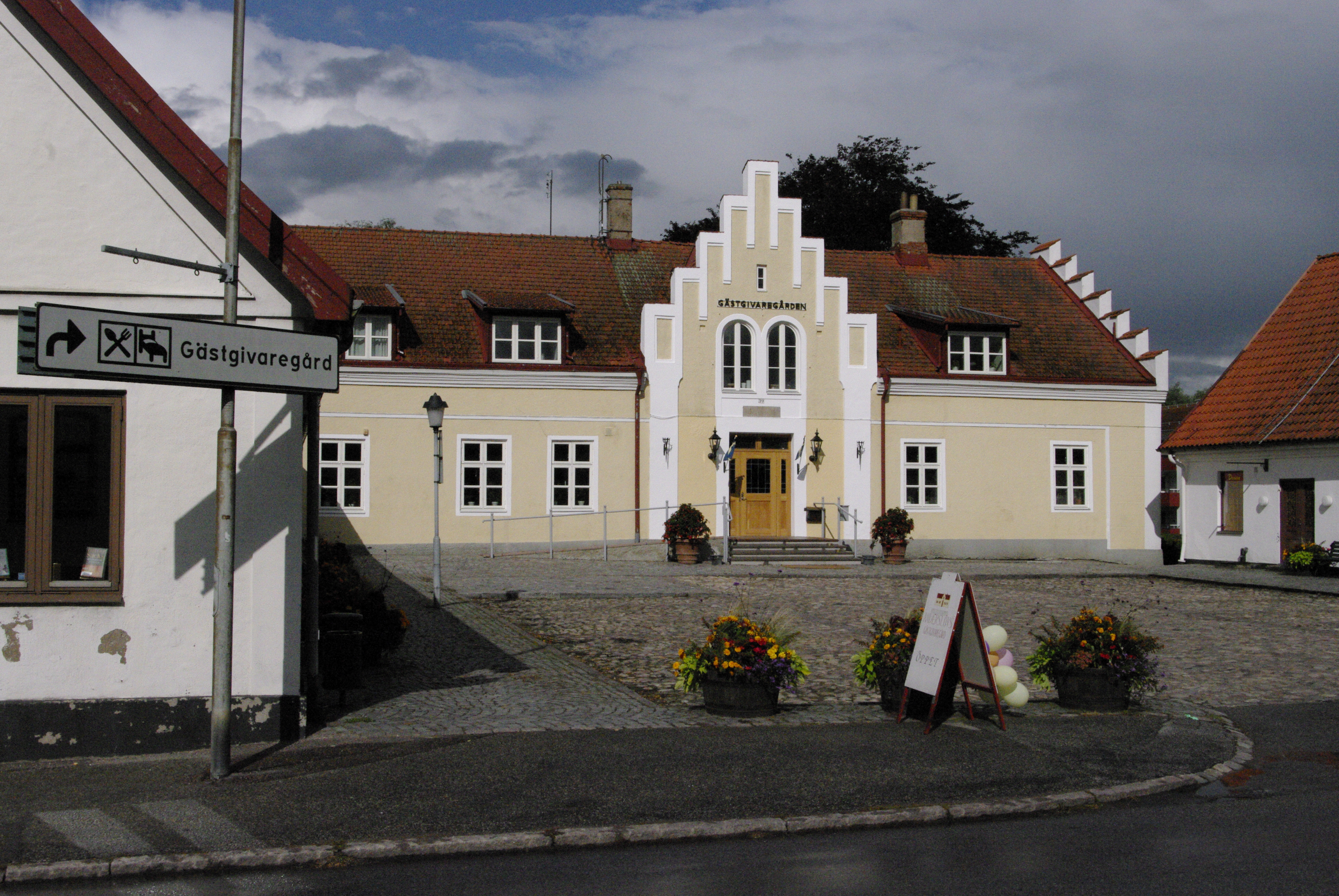
Anderslövs gästgivaregård.

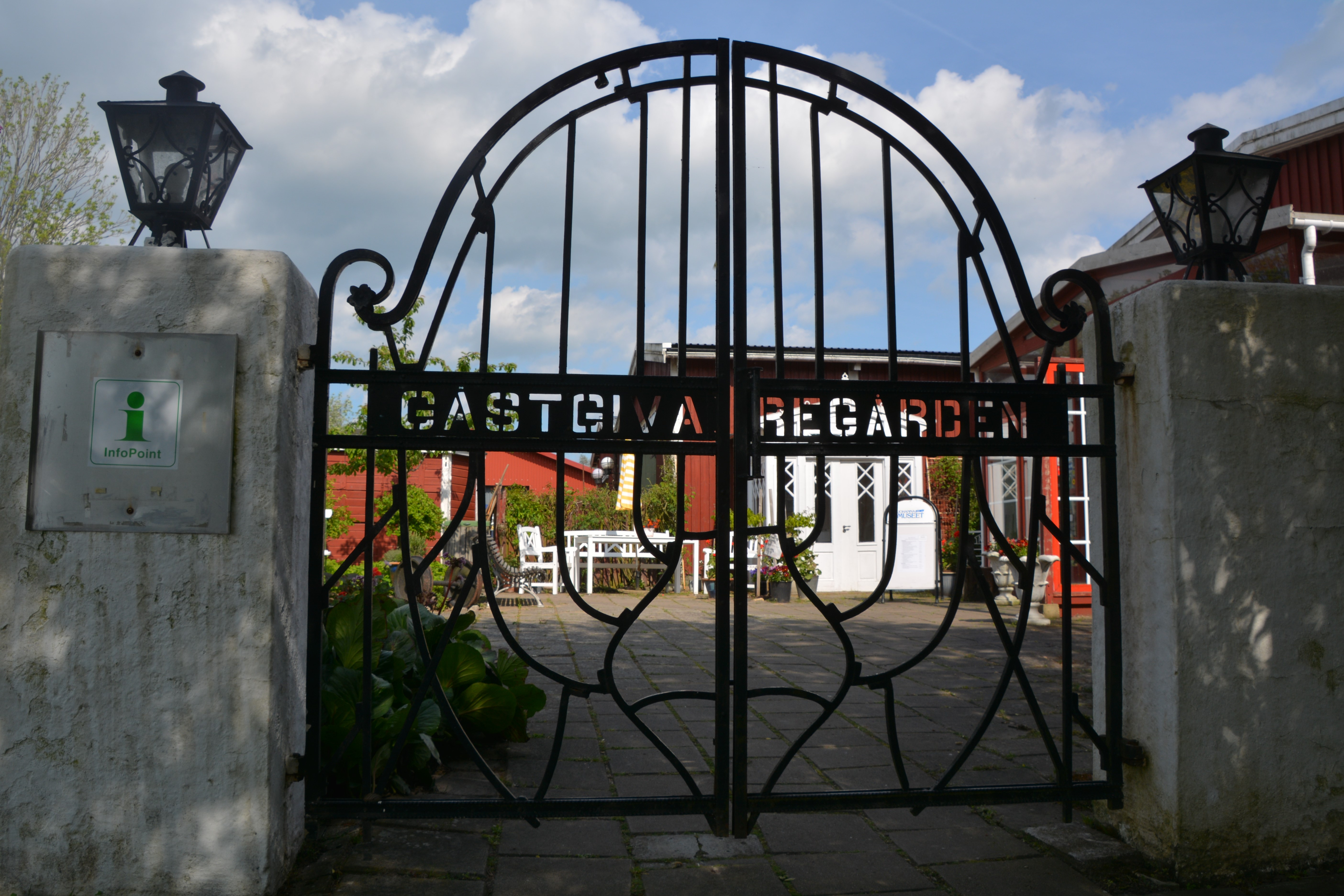
Tidigare grindar till Anderslövs gästgivaregård, nu vid Johannamuseet.

Anderslövs gästgivaregård är ett gästgiveri i Anderslöv som ligger vid länsväg 101. 

## Anderslövs krog
Anderslövs krog ska enligt uppgift ha anor från slutet av 1500-talet. Under denna tid kallades den för ”Anderslevs kirkekrou” och ägaren var Oluff Kroumann. I källorna kan man även se att Anderslöv och landsvägen kom att ha en viss betydelse. Jacob Owesen var ridfogde och förmodligen gästgivaregårdens ägare på 1640-talet. När Skåne blev svenskt efter freden i Roskilde var det väldigt viktigt att ha bra vägar och många gästgiverier för att kunna bibehålla kontrollen över provinsen.  
På 1630-talet färdades man med häst och vagn vilket innebar att resorna kunde ta flera dagar eftersom man färdades i en hastighet på 2-3 km/h. Därför var Anderslövs Krog väldigt bra placerad. Den låg längs med landsvägen som idag heter 101:an, denna väg går från Ystad till Malmö och detta var två av regionens större städer, och eftersom en resa mellan dem kunde ta upp till ett dygn var säkra och bekväma rastställen av största vikt. Så Anderslöv låg mitt emellan dessa storstäder och gav resande ett bra ställe att sova och äta på.  

## Historik
Anderslövs gästgivaregård byggdes klart 1812 med M.L Rydeberg som byggherre. Dagens ägare heter Anita Zieme och Stefan Edenborg som driver det i sitt gemensamma bolag Ziedenborg AB. Gästgivargårdens stallbyggnader revs 1932 och där byggde man en Konsumbutik som 1978 var ett församlingshem. En annan stallbyggnad låg där Anderslövs museum ligger idag. Gästgivargårdens servering var indelad i tre stadier: huvudbyggnaden, västra och östra flygeln. I huvudbyggnaden serverades ståndspersoner, i östra flygeln ”gemensamma sällskap” och i den västra flygeln serverades vanliga åboar. Den östra flygeln kallades för det mesta ”Susendusen” och här ska man troligen även ha haft köket, eftersom man förr i tiden hade öppna spisar och brasor. Det farliga var att det lätt kunde ta fyr i saker i närheten. Anderslövs gästgivaregård var en präktig byggnad och fick därför inte ha någon öppen spis i första eller andra flygeln. Därför sägs det att den placerades i Susendusen, eftersom där åt och övernattade bara tredje klassens folk.  
Gästgivaregården var en ganska stor gård, som utgjorde en stor del av Anderslöv. I gästgivaregården inrymdes också tinget och ett häradshäkte med namnet "Finkan". Finkan bestod av två celler och ett rum för fångvaktaren och under 1700-talet var det inte ovanligt att man placerade 8-10 personer i samma cell. Man ska dock även ha haft olika typiska straffmetoder i Anderslöv under denna tid. Man hade ”Gabestocken”, väktarsaxen och Halsjärn, fot- och handbojor.  Anledningen till att tinget hade placerats i Anderslöv var att det var den mest centralt belägna orten för de omkringliggande orterna.
År 1922 byggdes huvudbyggnaden ut för att ge plats för ett eget kök. Under denna utbyggnad byggdes även verandan vid trädgården ut och flera takfönster tillkom i samband med att flera rum byggdes.

## Järnvägens inverkan
I samband med att järnvägen byggdes fick gästgivaregården än större betydelse. Järnvägen var först tänkt att gå genom Grönby, som på den tiden var lika stort som Anderslöv, men istället så bestämde man sig för att dra den genom Anderslöv. På grund av detta kunde råvaror och byggmaterial transporteras smidigt till Anderslöv och det var nu som byn började utvecklas. 
August Strindberg ska ha varit på Anderslövs gästgivaregård då han var studiekamrat med läkaren Lars Nilsson som bodde i gästgivaregårdens västra flygel. Strindberg ska enligt sägnen ha blivit väckt av Lars Nilssons hushållerska som sent en kväll blivit tvungen att passera det rum som Strindberg var inkvarterad i. Oturligt nog vaknade han och blev alldeles vettskrämd av att se henne där, han trodde sig skåda ”fans mormor”. Så han for upp ur sängen och påstås ha sprungit mot Ystad iklädd endast pantalonger. 

## Gästgivaregårdens och krogens gästgivare
- 1590 – Oluff Kroumann
- 1620 – Jep Oluffson
- 1640 – Jakob Ovesson
- 1690 – Henrik Weijer
- 1711 – David ”Krögare”
- 1717 – Bengt Olsson
- 1720 – Abr. Norling
- 1730 – Truls Holmbeck
- 1755 – And. Von Pinkernelli
- 1760 – Otto Wickman
- 1796 – Fribock (Arrendator)
- 1812 – M.L Rydeberg Nuvarande byggnad (Byggherre)
- 1824 – Gjertz (Arrendator)
- 1865 – Jöns Bengtsson (f. 1817-12-10 flyttade med in hustru
- Sissela Mårtensdotter (f. 1823-01-04) från nr 2 till nr 16 i Anderslövs församling 1865-11-02. Jöns dog 1887-06-20 och änkan Sissela Mårtensdotter är skriven på nr 16 i den på landsarkivet senast förvarade husförhörslängden (1890-1898)
- 1891 – Wien Cederholm & Co (Ägare till 1908). Ny ägare därefter Anderslövs Jordbruksbolag.
- Edvin Mauritz Larsson, källarmästare (Arrendator) född 11/6 1881 inflyttad 12/11 1910 utflyttad 3/7 1912.
- Matilda Thurin f. Svensson, gästgiverska (Arrendator) född 19/9 1870 inflyttad 10/10 1912 utflyttad 29/12 1915
- Lars Persson, källarmästare, (Arrendator) född 6/2 1877 inflyttad 3/12 1915 utflyttad 4/8 1919.
- Alfrida Pettersson, gästgiverska (Arrendator 1919-1921). Ägare från år 1922. född 23/8 1881 inflyttad 7/8 1919 utflyttad 19/7 1929.
- Ellen Maria Åkesson, källarmästare (Arrendator) född 23/7 1872 inflyttad 29/6 1928 flyttad från Gästis 1940 utflyttad 10/9 1941
- Nils Torsten Åkesson, hotelldirektör född 17/8 1901 inflyttad 29/6 1928 utflyttad 3/6 1939
- Åke Åkesson, restauratör född 31/8 1903 inflyttad 29/6 1928 åter inflyttad 8/8 1939 flyttad från Gästis 1940 utflyttad 17/6 1943
- Karl Justin Persson, källarmästare (Arrendator) född 21/11 1887 inflyttad 15/10 1940 utflyttad 23/12 1948
- Carl Gustaf Arvidsson Wallenqvist, källarmästare (Arrendator)
- Ägare fru Friman född 28/1 1919 inflyttad 30/11 1948 utflyttad 3/9 1964
- Bror Vilhelm Fredriksson, källarmästare (Arrendator) född 26/11 1924 inflyttad 1/9 1964 utflyttad 12/5 1974 till Ugglarp
- John Helmer Gandrup, källarmästare (Arrendator) född 28/12 1942 inflyttad 10/12 1975 utflyttad 8/4 1976
- Anne-Marie Greta Wittboldt, källarmästare (Ägare) född 3/6 1929 inflyttad 27/10 1976 utflyttad 10/4 1980
- Franco Mensa, källarmästare (Arrendator) född 12/11 1946 inflyttad 10/4 1980 utflyttad 9/10 1980
- Bo Arne Kennet Strand, källarmästare (Arrendator) född 12/9 1943 inflyttad 27/10 1980 utflyttad 3/11 1982
- Werner Magdeburg, källarmästare (Ägare) född 28/11 1936 inflyttad 1982-05-01 [2]
- 2024: Anita Zeime och Stefan Edenborg